# ヴィトゲンシュタインの箒
『ヴィトゲンシュタインの箒』（-ほうき）は、デヴィッド・フォスター・ウォレスによって書かれた長編小説。1987年刊。講談社から出版され、宮崎尊によって訳された。原題は「システムの箒」（the broom of the system）。
1999年の日本語訳出版時には帯に「ジョイスのような言葉遊びと、ナボコフのような美しくも偏執的モノローグ、ピンチョンを思わせる多重構造、ヴォネガットのシュールレアリズム」と書かれていた。

## あらすじ
ヒロイン、レノア・ビーンズマンは、高校時代に大学に通っている姉の寮に遊びに行ったが、「ケツにサインしろ」などと迫る男子学生らが闖入してきたので、姉たちによって逃がされた。
成人したビーンズマンはクリーブランドの出版社に勤める。そこの上司と恋仲であり、さまざまな寝物語を聞かせてもらっている。その頃、哲学者ヴィトゲンシュタインの弟子だったという曾祖母が、実家の会社がやっているベビーフードの新製品の試作品を持ち逃げして、失踪した。そして、事態は思わぬ方向へ進む。

## エピソード
以下のようなパラドックスが、登場人物の口から語られるくだりがある。それは、「自分の髭を剃れない人の髭だけを剃る床屋」というものである。この床屋は自分の髭を剃るだろうか？もし、床屋が「自分の髭を剃れない人」ならば、床屋は自分の髭を剃らなくてはならない。しかし、自分で自分の髭を剃ったら、床屋は「自分の髭を剃れない人」ではなくなる。